# Rossija (albergo)
Il Rossija era un noto albergo di Mosca sito nel quartiere Zarjad'e. Nella zona dove sorgeva la struttura adesso si trova il parco Zarjad'e.